# Otospermophilus
Otospermophilus ist eine Gattung der Echten Erdhörnchen, die in drei Arten in Nordamerika verbreitet ist.

## Merkmale
Die Arten der Gattung sind vergleichsweise große und haben eine Kopf-Rumpf-Länge von etwa 38 bis 58 Zentimetern. Der Schwanz ist zwischen 15,6 und 27,8 Zentimeter lang, die Schwanzlänge entspricht in der Regel zwischen 70 und 90 % der Körperlänge. Er ist buschig und gleicht eher dem der Baumhörnchen als dem anderer Erdhörnchen. Die Ohren sind mit 16 bis 35 Millimetern Ohrlänge relativ groß, die Hinterfußlänge liegt bei 51 bis 68 Millimetern. Das Fell ist kurz und glatt. Die Arten der Gattung haben einen braun gesprenkelten bis fleckigen Rücken, der sich aus der braun-sandfarbenen Bänderung der Rückenhaare ergibt. In der Regel ist das Fell in einem Streifen, der an der Nase oder der Stirn beginnt und entlang der Rückenmitte verläuft, dunkler gefärbt. An den Schultern und dem Nacken besitzen sie helle, halbmondförmige Markierungen.
Wie der Schwanz haben sich die von anderen Erdhörnchen verschiedenen großen Ohren auch konvergent bei anderen baumlebenden Hörnchen entwickelt, was als Anpassung an diese Lebensweise betrachtet wird. Innerhalb der ehemaligen Ziesel teilen sie dieses Merkmal zudem mit der Gattung Notocitellus, wodurch diese beiden Gattungen teilweise als nahe verwandt angesehen wurden. Die Weibchen der Otospermophilus-Arten besitzen fünf bis sechs Paar Zitzen.
Der Schädel ist relativ groß, jedoch nicht sehr breit im Vergleich zu anderen. Der Hirnschädel ist gerundet, die Paukenblase ist sehr groß. Die Molaren sind sehr groß und relativ brachyodont ausgebildet, der Prämolar P3 ist sehr klein mit einer Höhe von in der Regel weniger als 25 % des folgenden P4. Die Schneidezähne sind aufrecht stehend (orthodont) oder leicht nach hinten weisend (ophistodont) mit langen Zahnhöhlen.

## Verbreitung

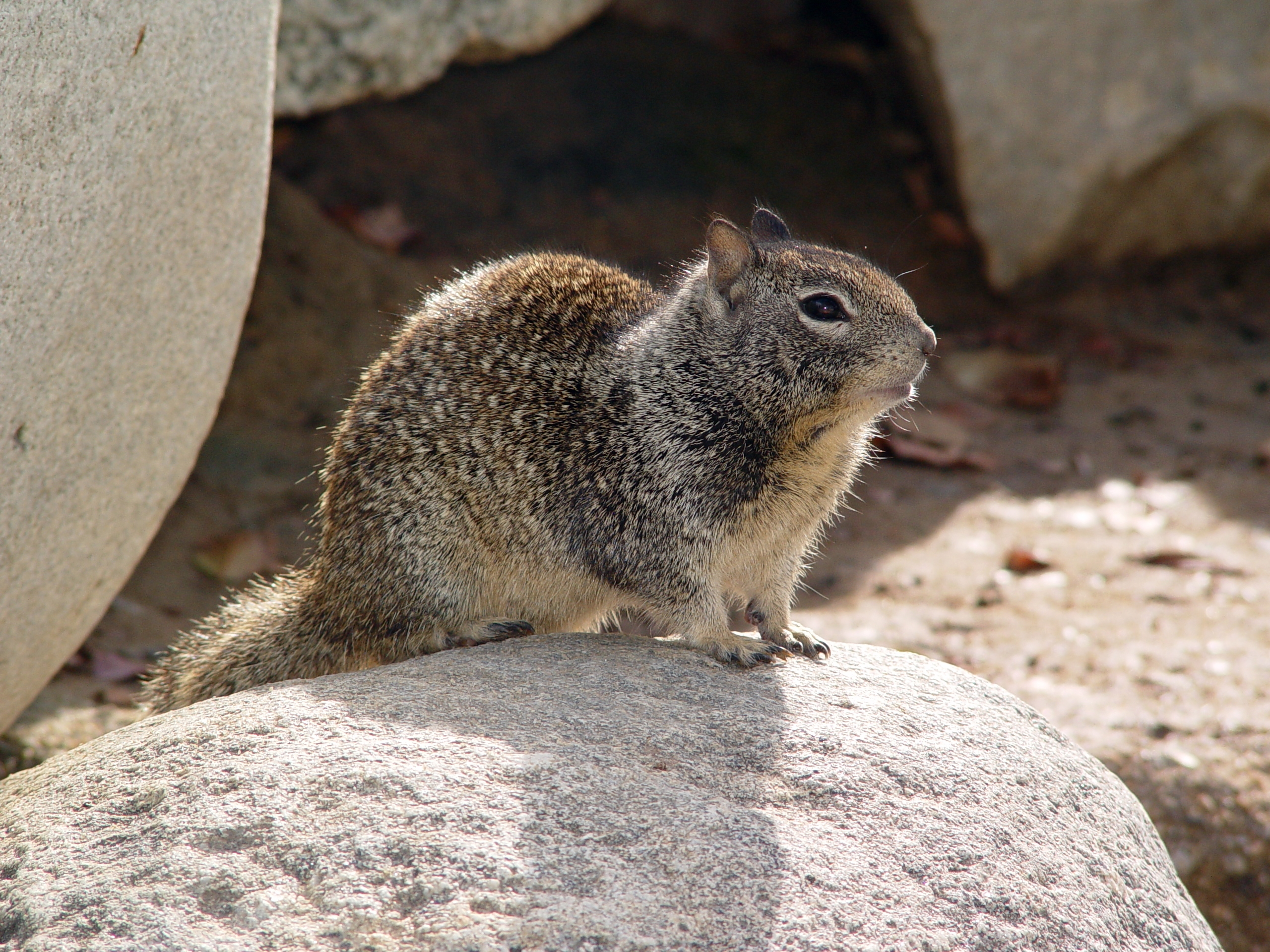
Kalifornischer Ziesel (Otospermophilus beecheyi)

Die Gattung Otospermophilus ist in Nordamerika von den südwestlichen Vereinigten Staaten bis nach Zentral-Mexiko verbreitet. Dabei ist das Verbreitungsgebiet des Baja-California-Ziesel auf die Halbinsel Niederkalifornien (Baja California) beschränkt, der Kalifornische Ziesel kommt im äußersten Westen Nordamerikas von Washington und Oregon über Kalifornien bis Nevada vor, der Felsenziesel kann in Idaho, Utah, dem südlichen Nevada und vom westlichen Texas bis nach Zentralmexiko angetroffen werden.

## Lebensweise
Die Arten der Gattung leben vor allem in trockenen Habitaten des nordamerikanischen Südwestens, die sich bis in die Höhenlagen der Rocky Mountains bis etwa 3.000 Meter Höhe ziehen. Alle drei Arten leben als Erdhörnchen am Boden und bilden Kolonien, ihre Baue legen sie in zumeist felsigen Habitaten an. Der Kalifornische Ziesel kommt zudem in landwirtschaftlich genutzten Flächen und anderen Lebensräumen der küstennahen Bergtäler vor. Die Arten sind, obwohl überwiegend bodenlebend, in der Lage, für die Nahrungssuche auf Bäume und in Gebüsche zu steigen. Sie ernähren sich vor allem von Früchten und Samen.

## Systematik
Otospermophilus ist eine Gattung der Hörnchen, wo sie den Erdhörnchen (Xerinae) und darin den Echten Erdhörnchen (Xerini) zugeordnet werden. Die wissenschaftliche Erstbeschreibung erfolgte durch Johann Friedrich von Brandt im Jahr 1844 mit dem Felsenziesel als Typusart. Danach wurden die Arten gemeinsam mit weiteren heute als Gattungen betrachteten Taxa den Zieseln (Gattung Spermophilus) zugeordnet und als Untergattung behandelt.
In einer molekularbiologischen Untersuchung wurde Otospermophilus 2004 als monophyletische Gruppe bestätigt, als Schwestergruppe der Gattung Callospermophilus identifiziert und auf Gattungsebene neu beschrieben. Das mit diesen gemeinsam gebildete Taxon steht den gesamten restlichen Marmotini mit Ausnahme der Antilopenziesel (Ammospermophilus) und der Gattung Notocitellus als Schwestergruppe gegenüber.
Man unterscheidet drei Arten der Gattung:
- Felsenziesel (Otospermophilus variegatus), südwestliche USA, Nord- und Zentral-Mexiko
- Kalifornischer Ziesel (Otospermophilus beecheyi), Oregon, Kalifornien, Niederkalifornien
- Baja-California-Ziesel (Otospermophilus atricapillus), Niederkalifornien

Der Name Otospermophilus leitet sich von dem griechischen Worten otos für „Ohr“, spermatos für „Same“ und phileo für „Liebe“ ab, bedeutet übersetzt also etwa „Ohren-Samenliebende“.

## Gefährdung und Schutz
Sowohl der Felsenziesel wie auch der Kalifornische Ziesel werden von der International Union for Conservation of Nature and Natural Resources (IUCN) aufgrund ihres vergleichsweise großen Verbreitungsgebietes und der stabilen Bestände als nicht gefährdet („least concern“) eingeordnet. Der Baja-California-Ziesel wird dagegen aufgrund des limitierten und fragmentierten Verbreitungsgebietes und den unter anderem durch die Bejagung abnehmenden Beständen als gefährdete Art gelistet.

## Belege
1. 1 2 3 4 5 6 7 8  Kristofer M. Helgen, F. Russell Cole, Lauren E. Helgen & Don E. Wilson: Generic revision in the Holarctic ground squirrel genus Spermophilus. Journal of Mammalogy, 90, Seiten 270–305, 2009
2. 1 2 3  Matthew D. Herron, Todd A. Castoe, Christopher L. Parkinson: Sciurid phylogeny and the paraphyly of holarctic ground squirrels (Spermophilus). Molecular Phylogenetics and Evolution 31, 2004; S. 1015–1030. (doi:10.1016/j.ympev.2003.09.015, Volltext, PMID 15120398)
3. ↑  Richard W. Thorington Jr., John L. Koprowski, Michael A. Steele: Squirrels of the World. Johns Hopkins University Press, Baltimore MD 2012; S. 292–299. ISBN 978-1-4214-0469-1
4. ↑  Notocitellus adocetus in der Roten Liste gefährdeter Arten der IUCN 2014.3. Eingestellt von: A.V. Linzey, R. Timm, S.T. Álvarez-Castañeda, I. Castro-Arellano, T. Lacher, 2008. Abgerufen am 25. April 2015., Otospermophilus beecheyi in der Roten Liste gefährdeter Arten der IUCN 2014.3. Eingestellt von: A.V. Linzey, R. Timm, S.T. Álvarez-Castañeda, I. Castro-Arellano, T. Lacher, 2008. Abgerufen am 25. April 2015.
5. ↑  Otospermophilus beecheyi ssp. atricapillus in der Roten Liste gefährdeter Arten der IUCN 2014.3. Eingestellt von: S.T. Álvarez-Castañeda, I. Castro-Arellano, T. Lacher, 2008. Abgerufen am 25. April 2015.